# إسحاق إرليخ
إسحاق إرليخ (بالإنجليزية: Isaac Ehrlich)‏ هو اقتصادي أمريكي، ولد في 1938.